# Archidiócesis de Madrid
La archidiócesis de Madrid (en latín: Archidioecesis Matritensis) es una circunscripción eclesiástica de la Iglesia católica en España. Se trata de una archidiócesis latina, sede metropolitana de la provincia eclesiástica de Madrid. Desde el 12 de junio de 2023 su arzobispo es José Cobo Cano.

## Territorio y organización

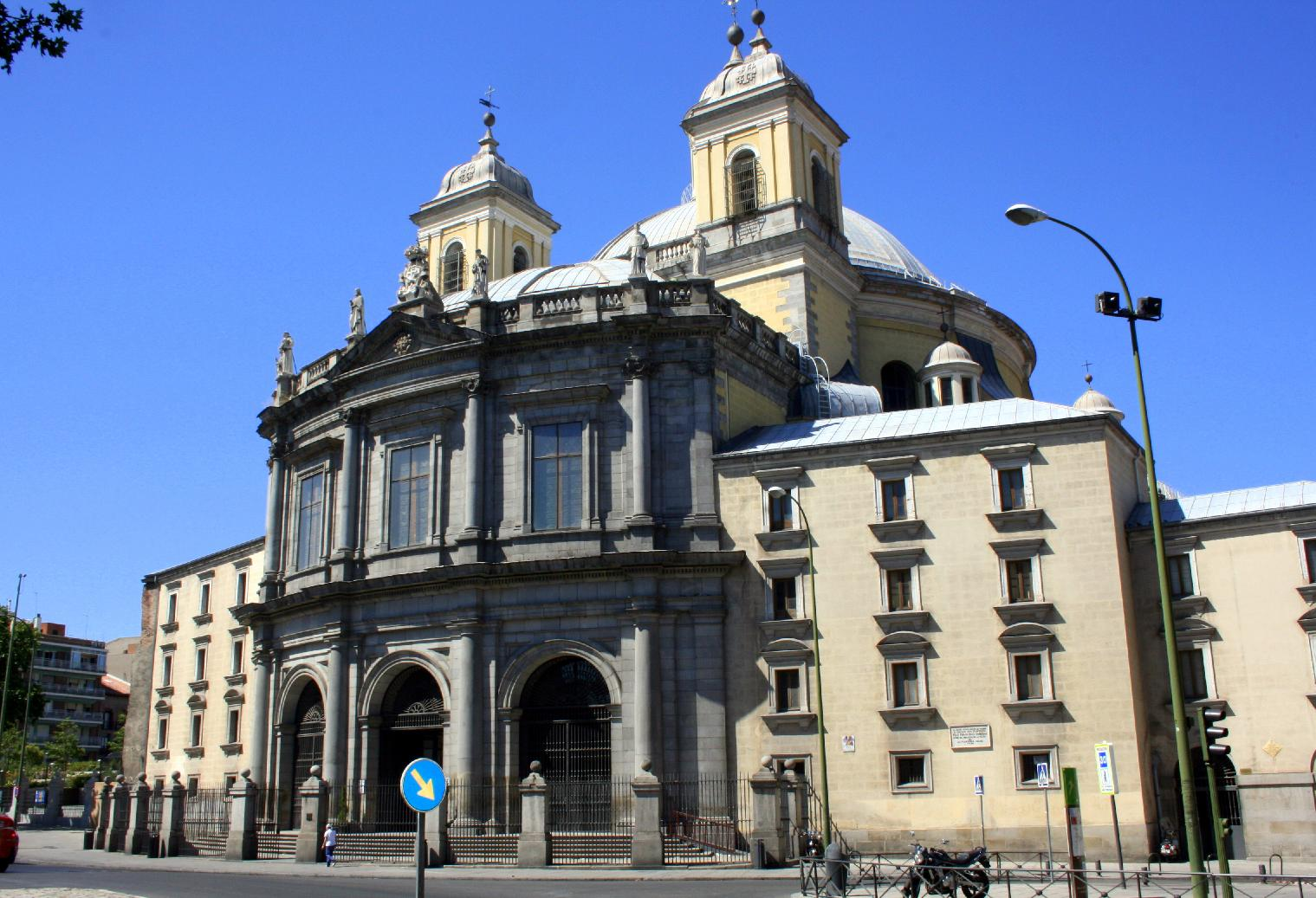
Real basílica de San Francisco el Grande

La archidiócesis tiene 3663 km² y extiende su jurisdicción sobre los fieles católicos de rito latino residentes en 77 municipios del norte de la provincia de Madrid (que forma la comunidad de Madrid), siendo la zona más poblada del área metropolitana de Madrid. Geográficamente, se encuentra en el centro de la Meseta Central, en la parte septentrional de la Submeseta Sur, en el Sistema Central (al norte y noroeste). Limita al norte y al oeste con Castilla y León (con las provincias de Segovia y Ávila) y al este con Castilla-La Mancha (con Guadalajara). La archidiócesis limita por el norte con las diócesis de Segovia, por el oeste con la de Ávila, por el este con las diócesis de Sigüenza-Guadalajara y Alcalá de Henares y por el sur con la diócesis de Getafe.

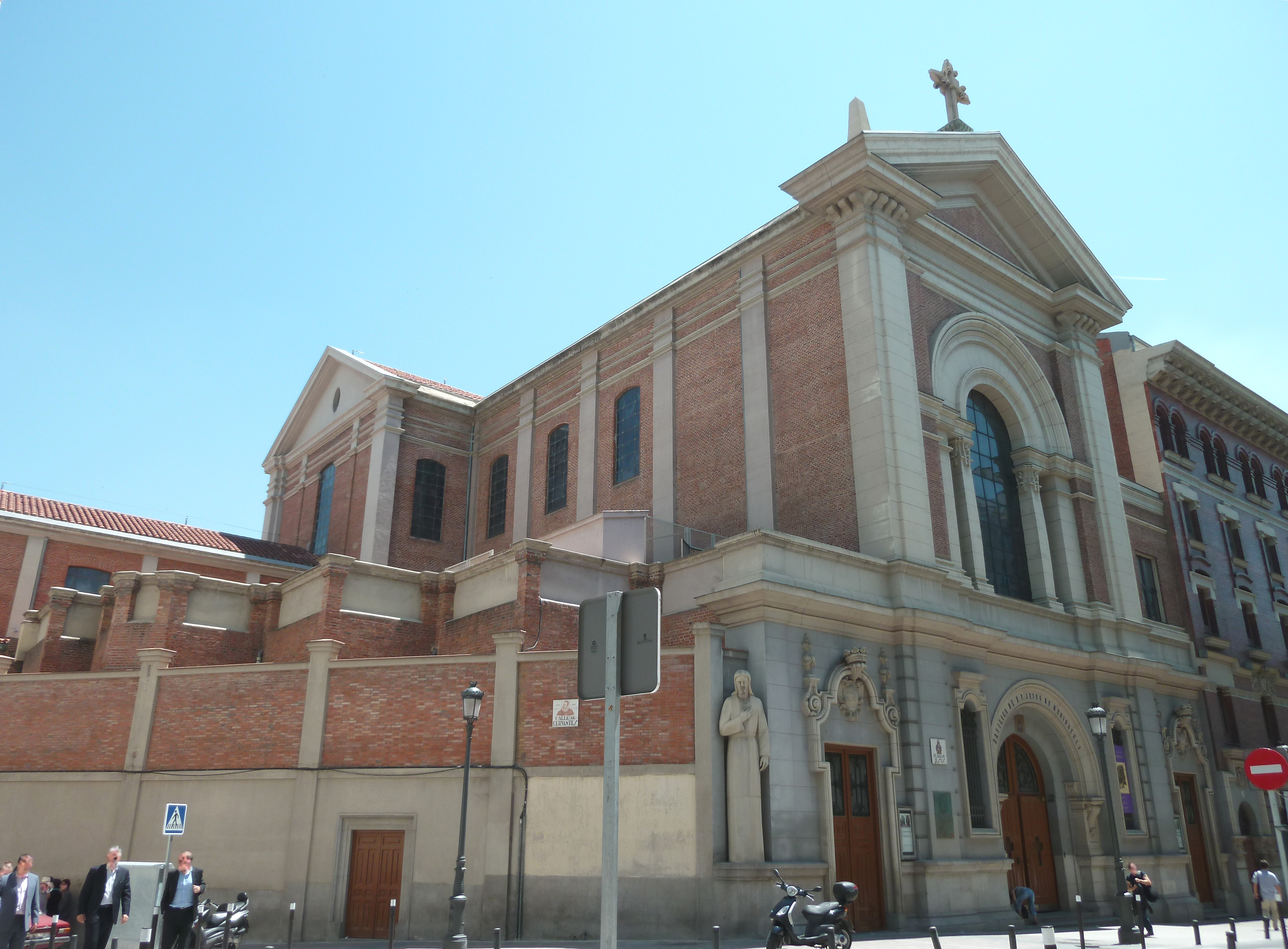
Basílica de Jesús de Medinaceli

La sede de la archidiócesis se encuentra en la ciudad de Madrid, en donde se halla la Catedral de Santa María la Real de la Almudena, que hasta su consagración la catedral provisional fue la Colegiata de San Isidro. La archidiócesis cuenta con 10 basílicas menores:
- Basílica de San Francisco el Grande, en Madrid.
- Basílica de Jesús de Medinaceli, en Madrid.
- Real basílica de Nuestra Señora de Atocha, en Madrid.
- Basílica pontificia de San Miguel, en Madrid.
- Basílica de la Milagrosa o de San Vicente de Paul, en Madrid.
- Basílica de la Concepción de Nuestra Señora, en Madrid.
- Basílica Hispanoamericana de Nuestra Señora de la Merced, en Madrid.
- Basílica de la Asunción de Nuestra Señora, en Colmenar Viejo.
- Basílica de El Escorial, en San Lorenzo de El Escorial.
- Basílica de la Santa Cruz del Valle de Los Caídos, en San Lorenzo de El Escorial.

En el Madrid de los Austrias se encuentra el Palacio arzobispal de Madrid, residencia del arzobispo.

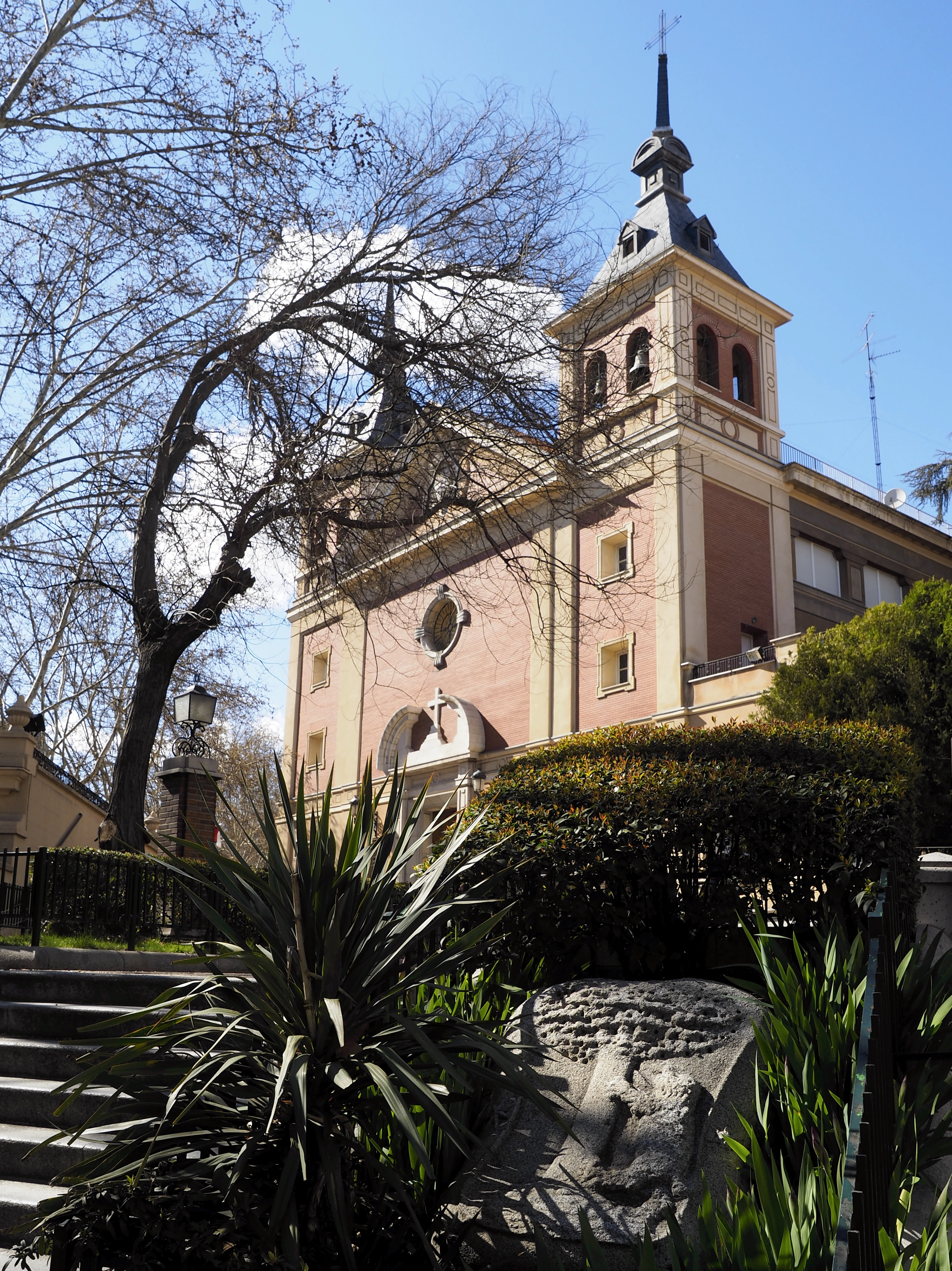
Real basílica de Nuestra Señora de Atocha

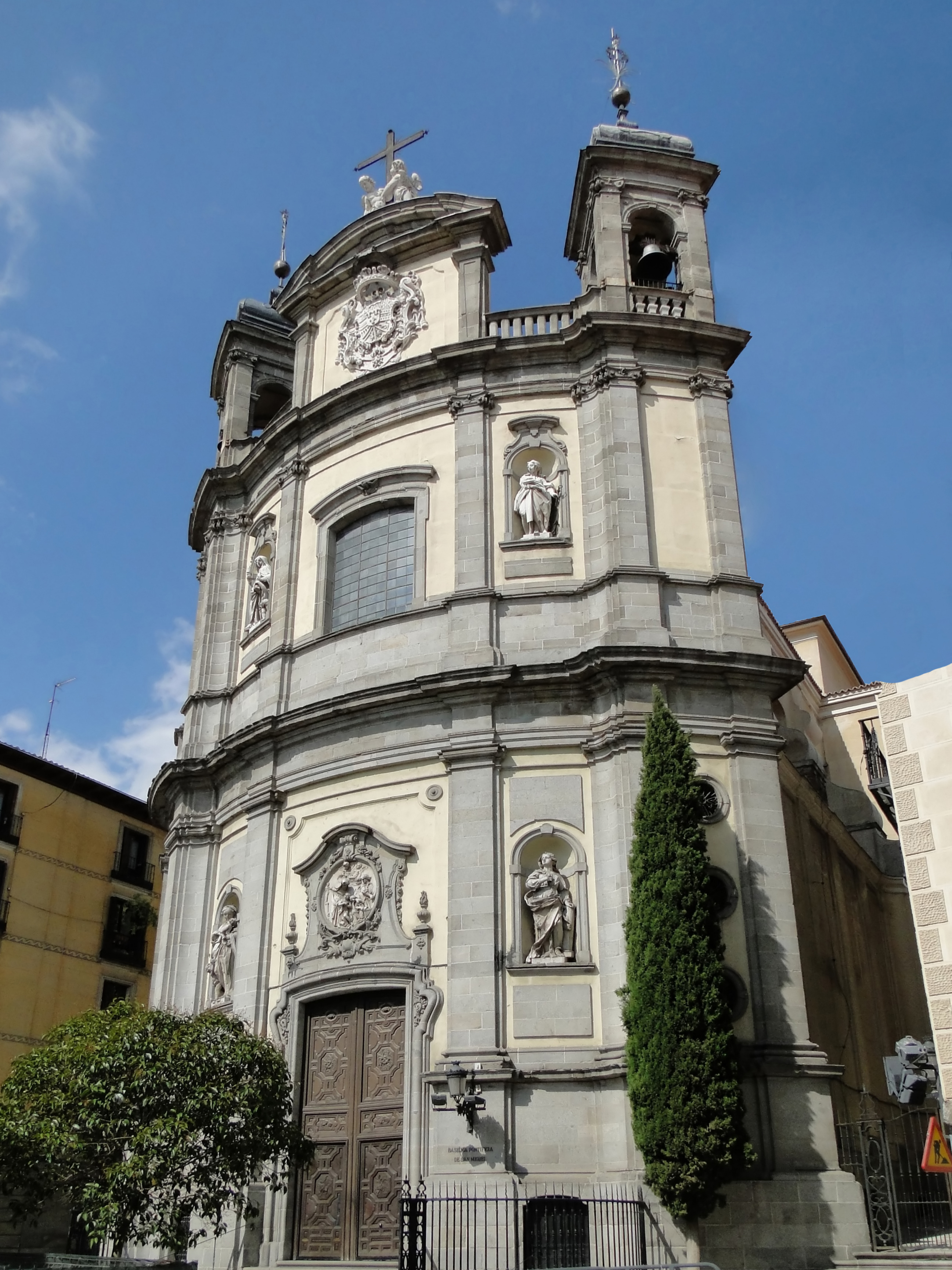
Basílica pontificia de San Miguel

En 2021 en la archidiócesis existían 476 parroquias agrupadas en 8 vicarías episcopales de zona: Vicaría I, Vicaría II, Vicaría III, Vicaría IV, Vicaría V, Vicaría VI, Vicaría VII y Vicaría VIII.

Vicarías de la archidiócesis de Madrid

### Provincia eclesiástica
La provincia eclesiástica de Madrid está formada por la archidiócesis de Madrid —que es la sede metropolitana— y las diócesis sufragáneas de Getafe y Alcalá. Además, el arzobispo de Madrid es el metropolitano de la provincia y tiene autoridad muy limitada sobre las diócesis sufragáneas.
| Provincia eclesiástica de Madrid | Provincia eclesiástica de Madrid | Provincia eclesiástica de Madrid |
| Catedral                         | Advocación                       | Diócesis                         |
| -------------------------------- | -------------------------------- | -------------------------------- |
| Catedral de Madrid               | Virgen de la Almudena            | Madrid                           |
| Catedral de Alcalá de Henares    | Santos Justo y Pastor            | Alcalá de Henares                |
| Catedral de Getafe               | Santa María Magdalena            | Getafe                           |

| Datos comparativos entre las diócesis de la provincia      | Datos comparativos entre las diócesis de la provincia | Datos comparativos entre las diócesis de la provincia | Datos comparativos entre las diócesis de la provincia | Datos comparativos entre las diócesis de la provincia | Datos comparativos entre las diócesis de la provincia |
| ---------------------------------------------------------- | ----------------------------------------------------- | ----------------------------------------------------- | ----------------------------------------------------- | ----------------------------------------------------- | ----------------------------------------------------- |
| Diócesis                                                   | Erección                                              | Área (km²)                                            | % C.                                                  | Población total                                       | P.                                                    |
| Madrid                                                     | 7 de marzo de 1885                                    | 3663                                                  | 86.5                                                  | 3 615 000                                             | 478                                                   |
| Getafe                                                     | 23 de julio de 1991                                   | 2307                                                  | 90                                                    | 1 545 000                                             | 123                                                   |
| Alcalá                                                     | 23 de julio de 1991                                   | 2586                                                  | 85                                                    | 807 248                                               | 92                                                    |
| Total                                                      | Total                                                 | 8556                                                  | 87.16                                                 | 6 530 248                                             | 693                                                   |
| P. = número de parroquias; % C. = porcentaje de católicos. |                                                       |                                                       |                                                       |                                                       |                                                       |

### Formación sacerdotal

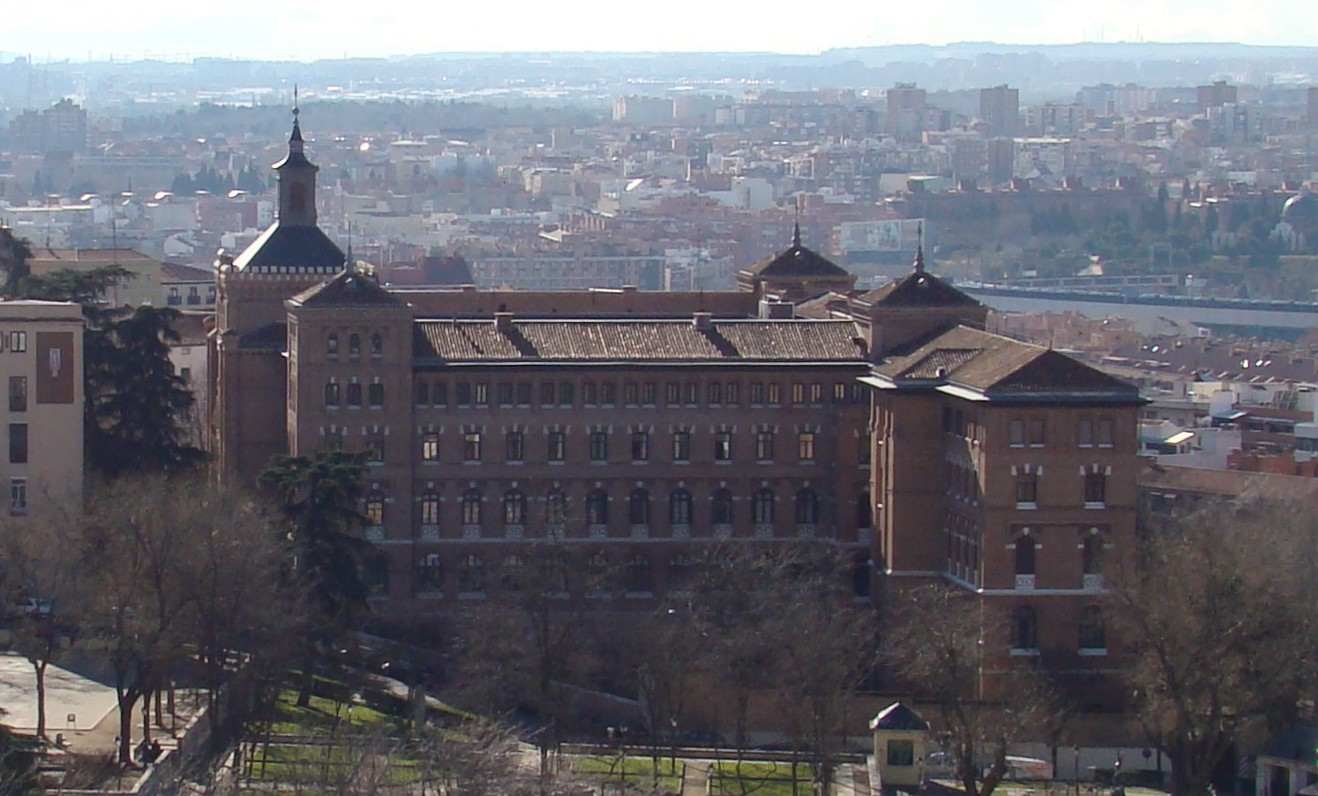
Seminario conciliar de Madrid

Para atender las aspiraciones al ministerio presbiteral, el arzobispado cuenta con tres centros de formación sacerdotal:
- Seminario Conciliar de la Inmaculada y San Dámaso: el origen del seminario se encuentra ligado a la erección de la diócesis de Madrid. Inicialmente, se estableció en el palacio arzobispal, en la calle de la Pasa.[7] En 1891, con proyecto de Francisco de Cubas, arquitecto diocesano, comenzó la construcción de un edificio destinado específicamente a la formación de los sacerdotes de la diócesis en el paseo del Cisne (actual calle de Eduardo Dato), número 20[8] Sin embargo, poco después de iniciada la construcción, el obispado decidió que la ubicación definitiva del seminario estaría en Las Vistillas, en el terreno que ocupaba el antiguo palacio del duque de Osuna. La archidiócesis de Madrid compró el palacio y en 1900 lo derribó para construir el seminario.[8] La inauguración tuvo lugar el 23 de octubre de 1906. El seminario recibió la advocación del papa san Dámaso.[8] En 1950, y ante el aumento del número de seminaristas, se construyeron dos nuevos pabellones en los lados norte y sur respectivamente.[7]

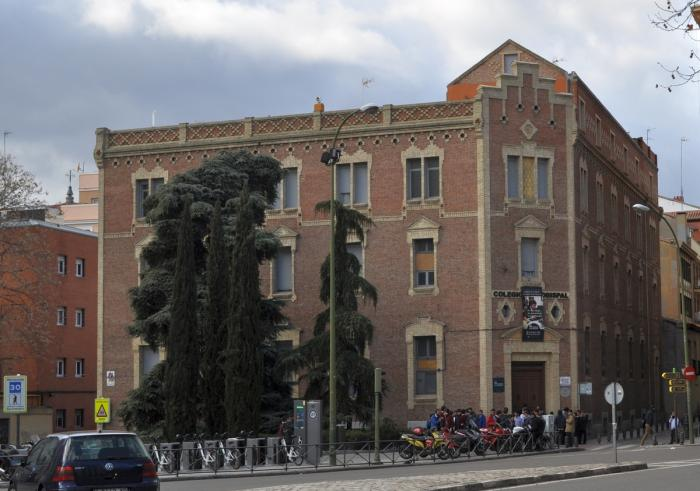
Seminario menor de Madrid.

- Colegio Arzobispal de Madrid/Seminario Menor de Madrid: abierto en 1931, es destinado a la formación de jóvenes y adolescentes candidatos al sacerdocio, si bien también se admite a alumnos sin una especial determinación por llegar a serlo. Se encuentra en la plaza de San Francisco y oferta los niveles de ESO y bachillerato.
- Seminario Diocesano Misionero «Redemptoris Mater-Nuestra Señora de la Almudena»: destinado a la formación de vocaciones sacerdotales, procedentes del Camino Neocatecumenal. Al igual que todos los seminarios Redemptoris Mater, se caracteriza por ser: misionero (los seminaristas se preparan para ir a cualquier parte del mundo para evangelizar), diocesano (porque dependen directamente del arzobispo) e internacional (los seminaristas proceden de diferentes países).[9] La sede se encuentra en un antiguo convento de las Madres Capuchinas en Alcobendas. Fue erigido el 1 de octubre de 1991 por el arzobispo de Madrid, el cardenal Ángel Suquía Goicoechea.[9]
- Colegio Mayor Comillas, en Cantoblanco y perteneciente a la Compañía de Jesús. En el curso 2015-2016 se ordenó un nuevo sacerdote. En el curso 2016-2017 contaba con cinco seminaristas.[10] En la diócesis también se encuentra el Seminario del Arzobispado Castrense de España. Sus alumnos cursan los estudios eclesiásticos en la Universidad de San Dámaso.

## Historia

### Antecedentes
Históricamente, el territorio de la archidiócesis formaba parte de la jurisdicción de la archidiócesis de Toledo. A la muerte del cardenal Pedro González de Mendoza, los Reyes Católicos realizaron consultas al Consejo de Castilla sobre la posibilidad de dividir el inmenso territorio para una mejor atención pastoral del territorio. A comienzos del reinado de Carlos I, se barajó la posibilidad de establecer la nueva sede episcopal en Talavera de la Reina, Alcalá de Henares o Madrid. El nombramiento del extranjero Guillermo de Croy en 1520 como nuevo arzobispo no fue bien acogido por parte del cabildo primado de Toledo, pero terminó aceptándolo a cambio de una serie de condiciones, entre las cuales estaba la paralización del proceso de desmembración del territorio.
Durante el reinado de Felipe II la corte se trasladó a Madrid en 1561, si bien eclesiásticamente la ciudad siguió dependiendo de Toledo. Durante el resto de la Edad Moderna, Toledo sufrió un lento declive. Aunque la archidiócesis se mantuvo durante más tiempo, poco a poco fue perdiendo peso ante otras más pujantes.
La Corte llevaba ya tres siglos en Madrid, y el clero madrileño y la corte empezaron a insistir en la necesidad de crear una diócesis que fuera capaz de abastecer las necesidades pastorales de esta zona. A pesar de esto, los arzobispos de Toledo, primados de España, se oponían a la erección de la diócesis, temerosos de perder su influencia en la corte.
En el Concordato de 1851, entre sus puntos figura explícitamente la erección de tres nuevas diócesis: Madrid y Ciudad Real (desmembradas de Toledo) y Vitoria.

### Erección de la diócesis de Madrid-Alcalá
La inestabilidad política en España hizo que no se pudiera retomar la cuestión hasta 1882, gracias a la colaboración del entonces nuncio en España, arzobispo Mariano Rampolla, y de Benito Isber, auditor de la Rota Romana. La reina Isabel II instó al papa León XIII a que erigiese la diócesis. Pero el proyecto solo se pudo desbloquear tras el fallecimiento en 1884 del cardenal primado Juan Ignacio Moreno y Maisanove, que era detractor de la desmembración.
El 4 de abril de 1883, el rey Alfonso XII colocó la primera piedra de la que sería la actual Catedral de Santa María la Real de la Almudena.
La nueva diócesis fue erigida el 7 de marzo de 1884 mediante la bula Romani pontifices praedecessores del papa León XIII. Se le dio el nombre de diócesis de Madrid-Alcalá, para presentarla como continuadora de la histórica diócesis de Complutum, cuya continuación histórica es Alcalá de Henares, una gran ciudad en la vecindad de Madrid (posteriormente conocida por ser la primera sede de la famosa Universidad Complutense). Complutum fue sede (entre los siglos V y XI) de la primera diócesis en el territorio de la actual provincia. Fue erigida como sufragánea de la archidiócesis de Toledo, perteneciendo a su provincia eclesiástica, y dependiendo así todavía en parte del primado de España. El 19 de junio de 1885 se realizó el acto de desmembración, estableciéndose su jurisdicción sobre la totalidad del territorio de la provincia de Madrid.
León XIII nombró como primer obispo a Narciso Martínez Izquierdo, entonces obispo de Salamanca, que tomó posesión el 25 de julio siguiente en la catedral provisional de San Isidro (hoy colegiata de San Isidro). Este primer obispo madrileño no tuvo apenas tiempo de crear y consolidar las estructuras de la nueva diócesis, pues fue asesinado el Domingo de Ramos de 1886 por un sacerdote perturbado. Su labor fue continuada por sus sucesores. En el mismo año 1885 se instituyó el seminario diocesano, dedicado a San Buenaventura.
En 1911 se celebró en Madrid el Congreso Eucarístico Internacional, lográndose así que la diócesis comenzase a cobrar mayor importancia.
De los seis sucesores de Martínez Izquierdo, tres de ellos recibieron después el capelo cardenalicio: (Ciriaco María Sancha y Hervás, José María Justo Cos y Macho y Victoriano Guisasola y Menéndez). Todos estos, junto con José María Salvador y Barrera y Prudencio Melo y Alcalde fueron promovidos posteriormente a la archidiócesis de Valencia, a excepción de José María Cos, que fue trasladado a Valladolid.
El último obispo de Madrid-Alcalá fue Leopoldo Eijo y Garay, quien hasta la fecha ha sido el prelado que más tiempo ha ocupado la cátedra episcopal madrileña, durante poco más de 40 años. Su largo episcopado fue testigo de la dictadura de Primo de Rivera, la Segunda República, la guerra civil, y la consolidación del régimen franquista en el poder. Además, ostentó desde 1946 el título de patriarca de las Indias Occidentales, siendo el último titular de este patriarcado puramente honorífico. Antes de él, otros dos obispos madrileños habían ostentado el mismo título, Ciriaco y Victoriano, aunque ninguno de ellos lo hizo siendo obispo de Madrid.
El segundo obispo de la diócesis, Ciriaco María Sancha y Hervás, fue beatificado en Toledo el 18 de octubre de 2009.

### Archidiócesis y sede metropolitana

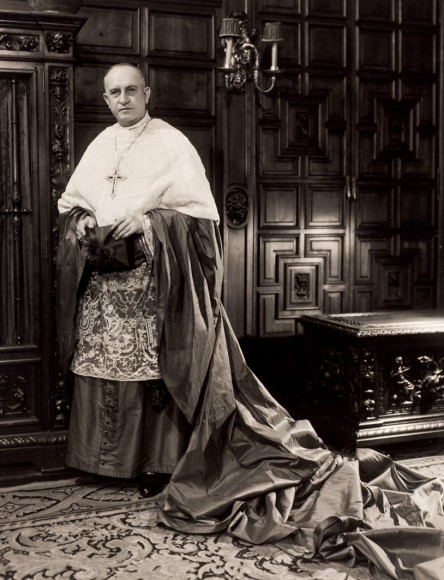
Leopoldo Eijo y Garay, último obispo de Madrid-Alcalá

Al año siguiente del fallecimiento del patriarca, mediante la bula Romanorum Pontificum, el 25 de marzo de 1964 la diócesis de Madrid-Alcalá fue desgajada de la provincia eclesiástica de Toledo y elevada al rango de archidiócesis inmediatamente sujeta a Roma con el nombre de archidiócesis de Madrid, es decir, sin diócesis sufragáneas y sin constituir provincia eclesiástica. El 9 de mayo de 1964, Casimiro Morcillo González tomó posesión como primer arzobispo, nombrado por el papa Pablo VI.
La creación de la Conferencia Episcopal Española en 1966 (formalmente en 1967) favoreció notablemente a la archidiócesis, ya que, de los nueve presidentes cuatro de ellos han sido arzobispos de Madrid. Esto dio un cierto prestigio a Madrid, ya que el presidente de la CEE actúa como cabeza de los obispos españoles, papel que en su tiempo desempeñaba el arzobispo primado de Toledo. El arzobispo Morcillo fue elegido 2.º presidente de la CEE en 1969, pero no llegó a completar su mandato.
El 30 de mayo de 1971 falleció Casimiro Morcillo, y el papa Pablo VI nombró sucesor suyo al cardenal de Toledo, Vicente Enrique y Tarancón, quien tomó posesión de Madrid el 9 de enero de 1972. En este mismo primer año de su mandato, la Delegación de Sociología religiosa de la archidiócesis realizó un estudio sociológico y demográfico de la provincia, que reflejaba la necesidad de reestructurar la archidiócesis. Desde sus inicios, la jurisdicción no varió pero sí que fue aumentando demográficamente su población, tanto en la capital como en los núcleos periféricos. Para hacer frente a este problema, el cardenal Tarancón propuso crear 10 diócesis distintas con carácter colegial entre ellas, propuesta que fue rechazada debido a la anárquica distribución de la periferia de Madrid. Se crearon las vicarías territoriales, siendo un total de nueve hasta el 20 de enero de 1978, cuando se crearon las vicarías X (Alcalá de Henares), XI (Alcorcón-Móstoles) y XII (Legazpi-Villaverde). Aun así, las constantes reestructuraciones de los límites de las vicarías reflejaron la necesidad de la erección inmediata de nuevas diócesis. Se nombró un vicario general para las vicarías del sur y el este, cargo que desempeñó José Manuel Estepa Llaurens. En 1983 Ángel Suquía Goicoechea pasó a ser arzobispo de Madrid, durante su mandato se creó la comisión de estudio para la división de la archidiócesis.
El 1 de junio de 1977, con la carta apostólica Progredientibus aetatibus, el papa Pablo VI confirmó a la Santísima Virgen María Inmaculada, con el título de Santa María La Real de La Almudena, como patrona principal de la archidiócesis.
En 1979 la Asamblea Plenaria de la CEE, siguiendo los principios de la Christus Dominus, inició un estudio sobre la planificación de las diócesis de provincias eclesiásticas, con el objetivo de revisarlos, dividir, desmembrar o unir límites. La Comisión Central para el estudio de los límites de diócesis y Provincias eclesiásticas encargada propuso estudiar las alternativas de división de la archidiócesis. Entre las principales razones se encontraba el hecho de que según el Código de Derecho Canónico, toda archidiócesis tiene que tener diócesis sufragáneas con las que conforme la provincia eclesiástica. 
En 1982 se produjo el primer viaje del papa Juan Pablo II a España. Durante los diez días que estuvo, la mayoría los pasó en Madrid, donde celebró una misa en el paseo de la Castellana. También inauguró la sede de la Conferencia Episcopal Española.
El 12 de abril de 1983 Juan Pablo II aceptó la renuncia del cardenal Tarancón y nombró a Ángel Suquía Goicoechea como tercer arzobispo de Madrid. Tomó posesión el 11 de junio.
En 1985 el Consejo Episcopal de Madrid-Alcalá acordó crear una comisión para estudiar la división. Se empezó a recopilar información de las distintas vicarías. La primera idea era erigir una nueva diócesis, pero, visto el gran crecimiento demográfico de la archidiócesis de Madrid, se decidió erigir una segunda diócesis al sur de Madrid. En 1986 se realizó una encuesta al clero con el fin de consultarles sobre una posible incardinación en las futuras diócesis. En abril de 1988, la Conferencia Episcopal Española, reunida en asamblea plenaria, aprobó la erección de la nueva provincia eclesiástica, cuya cabeza sería Madrid. El cardenal Suquía se reunió en el seminario de Rozas de Puerto Real con el clero de las vicarías XI y XII, para comunicarles la división de la archidiócesis. Pese al manifiesto rechazo, el clero asumió la decisión.
El 23 de julio de 1991 la archidiócesis cedió partes de su territorio para la erección por el papa Juan Pablo II de las diócesis de Alcalá de Henares (mediante la bula In hac Beati Petri cathedram) y Getafe (mediante la bula Matritensem praeclaram) y al mismo tiempo adquirió el rango de archidiócesis metropolitana con la bula Cum Venerabilis Frater.
Se concedió un periodo de cinco años para que los clérigos que quisieran pudieran incardinarse en cualquiera de las nuevas diócesis. Al frente de la diócesis de Getafe, la Santa Sede designó a Francisco José Pérez y Fernández-Golfín, que desde 1985 ejercía como obispo auxiliar de Madrid.
El 15 de junio de 1993 el papa Juan Pablo II consagró la catedral de Madrid en su cuarto viaje a España. La hasta entonces Catedral de San Isidro recuperó su rango de colegiata.
El 28 de julio de 1994 el cardenal Suquía fue sucedido por Antonio María Rouco Varela, nombrado por el papa Juan Pablo II. Tomó posesión el 22 de octubre.
En 2003 se produjo el quinto y último viaje de Juan Pablo II a España. Solo estuvo en Madrid, donde presidió una misa en la que canonizó a: José María Rubio, Genoveva Torres Morales, Ángela de la Cruz, Pedro Poveda y la Madre Maravillas de Jesús.
En 2006 tuvo lugar en Madrid el tercer sínodo diocesano, en que los católicos pudieron expresar su parecer respecto a diferentes aspectos de la vida de la Iglesia en Madrid. Entre los años 2006 y 2008 se llevó a cabo en la archidiócesis una Misión joven.
En 2007 una sentencia del Tribunal Supremo confirmó la sentencia que declaraba al arzobispado de Madrid, presidido en ese momento por Antonio María Rouco Varela, como responsable civil subsidiario de un caso de abusos sexuales continuados a un menor por parte de un sacerdote madrileño en el caso de que no fueran satisfechas las responsabilidades civiles.

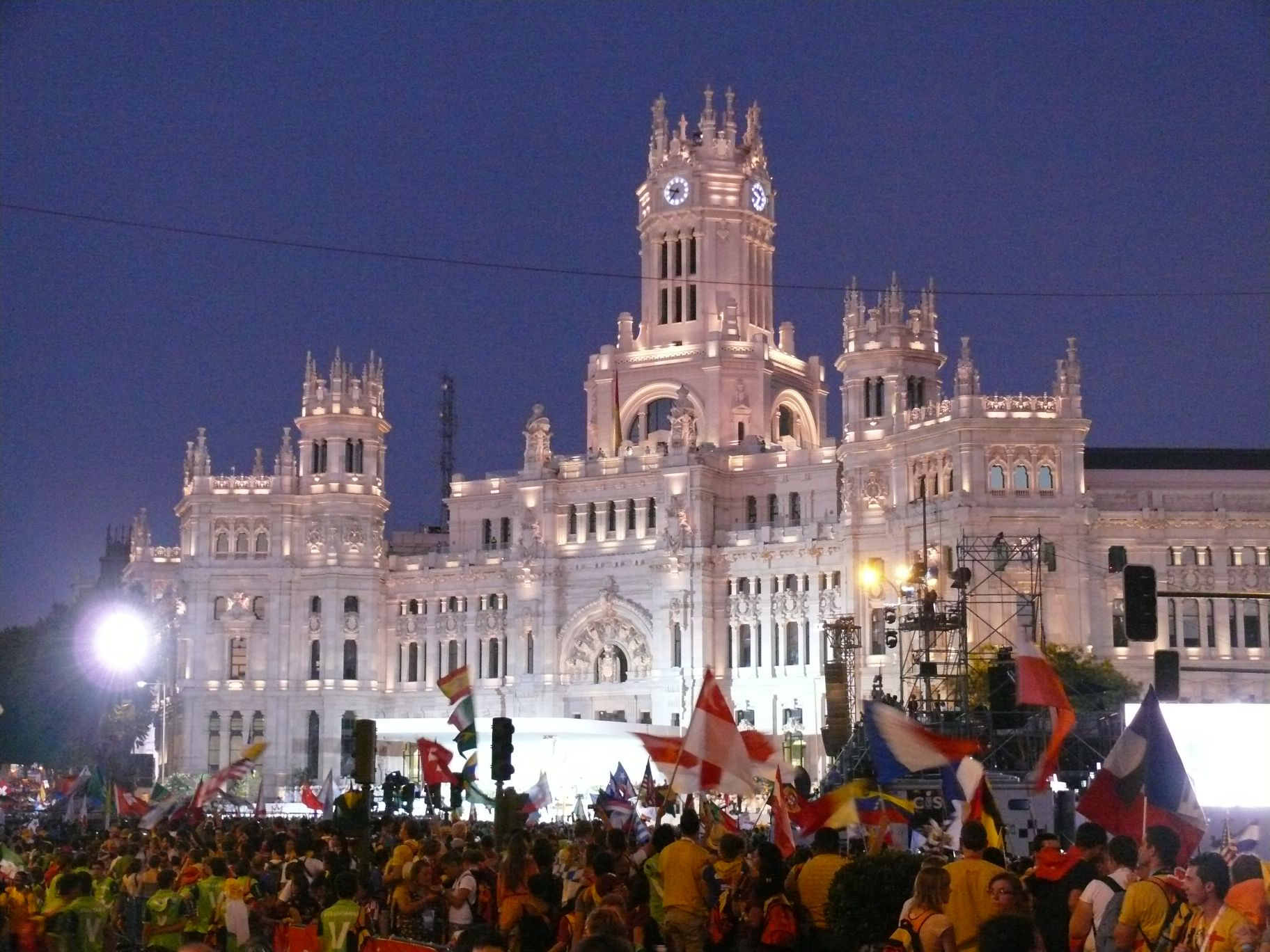
Madrid durante la JMJ 2011

En 2011 la archidiócesis de Madrid recibió un decreto de la Congregación para la Educación Católica, por el que se creaba la Universidad Eclesiástica San Dámaso. En 2011 la archidiócesis se hizo cargo de organizar la acogida de la Jornada Mundial de la Juventud de 2011, a la que acudieron unos dos millones de jóvenes de todo el mundo entre el 16 al 21 de agosto de 2011, convocados por el papa Benedicto XVI. El cardenal Rouco Varela es el único arzobispo que ha organizado dos Jornadas Mundiales de la Juventud, al haber organizado también la de Santiago de Compostela de 1989.
El 28 de agosto de 2014 se hizo pública la designación por el papa papa Francisco de Carlos Osoro como arzobispo de Madrid, sucediendo al cardenal Rouco Varela, que pasó a ser arzobispo emérito. Tomó posesión el 25 de octubre.
Además desde el 9 de junio de 2016, Carlos Osoro fue a la vez que arzobispo de Madrid, ordinario para los fieles de rito oriental en España.
Desde el 12 de junio de 2023 el nuevo arzobispo es José Cobo Cano.

## Estadísticas
Según el Anuario Pontificio 2022 la arquidiócesis tenía a fines de 2021 un total de 3 384 200 fieles bautizados.
| Año                                                                             | Población | Población | Población      | Sacerdotes | Sacerdotes | Sacerdotes | Católicos por sacerdote | Diáconos permanentes | Religiosos | Religiosos | Parroquias y cuasiparroquias |
| Año                                                                             | Católicos | Total     | % de católicos | Total      | Diocesanos | Regulares  | Católicos por sacerdote | Diáconos permanentes | Masculinos | Femeninos  | Parroquias y cuasiparroquias |
| ------------------------------------------------------------------------------- | --------- | --------- | -------------- | ---------- | ---------- | ---------- | ----------------------- | -------------------- | ---------- | ---------- | ---------------------------- |
| 1950                                                                            | 1 901 503 | 1 909 003 | 99.6           | 1688       | 936        | 752        | 1126                    |                      | 1673       | 6635       | 281                          |
| 1970                                                                            | 3 673 424 | 3 682 874 | 99.7           | 3278       | 1500       | 1778       | 1120                    |                      | 3501       | 12 365     | 559                          |
| 1980                                                                            | 4 320 000 | 4 936 000 | 87.5           | 3415       | 1915       | 1500       | 1265                    | 1                    | 2968       | 9650       | 638                          |
| 1990                                                                            | 4 108 268 | 4 964 486 | 82.8           | 3139       | 1664       | 1475       | 1308                    | 5                    | 2705       | 10 866     | 636                          |
| 1999                                                                            | 3 110 000 | 3 450 000 | 90.1           | 3329       | 1430       | 1899       | 934                     | 12                   | 3295       | 7939       | 463                          |
| 2000                                                                            | 3 110 000 | 3 456 406 | 90.0           | 3320       | 1431       | 1889       | 936                     | 16                   | 3241       | 7845       | 469                          |
| 2001                                                                            | 3 155 840 | 3 507 658 | 90.0           | 3255       | 1390       | 1865       | 969                     | 14                   | 3237       | 7765       | 474                          |
| 2002                                                                            | 3 235 000 | 3 595 000 | 90.0           | 3263       | 1390       | 1873       | 991                     | 10                   | 3192       | 7735       | 474                          |
| 2003                                                                            | 3 345 000 | 3 716 000 | 90.0           | 3283       | 1417       | 1866       | 1018                    | 11                   | 3190       | 7719       | 481                          |
| 2004                                                                            | 3 359 000 | 3 746 000 | 89.7           | 3259       | 1408       | 1851       | 1030                    | 15                   | 3143       | 7673       | 476                          |
| 2013                                                                            | 3 615 000 | 4 178 000 | 86.5           | 3151       | 1403       | 1748       | 1147                    | 29                   | 2553       | 7060       | 478                          |
| 2016                                                                            | 3 511 000 | 4 040 000 | 86.9           | 3066       | 1390       | 1676       | 1145                    | 36                   | 218        | 6648       | 481                          |
| 2019                                                                            | 3 316 800 | 4 146 225 | 80.0           | 2605       | 1200       | 1405       | 1273                    | 31                   | 1938       | 5250       | 476                          |
| 2021                                                                            | 3 384 200 | 4 282 000 | 79.0           | 2549       | 1123       | 1426       | 1327                    | 33                   | 2021       | 5185       | 476                          |
| Fuente: Catholic-Hierarchy, que a su vez toma los datos del Anuario Pontificio. |           |           |                |            |            |            |                         |                      |            |            |                              |

Según fuentes oficiales, en el curso 2017-2018 se formaron 213 seminaristas mayores en la diócesis: 121 en el Seminario mayor diocesano, 68 en el Seminario Redemptoris Mater local, 14 en el Seminario castrense (situado en Madrid) y 10 en el Colegio Mayor Comillas.

## Episcopologio

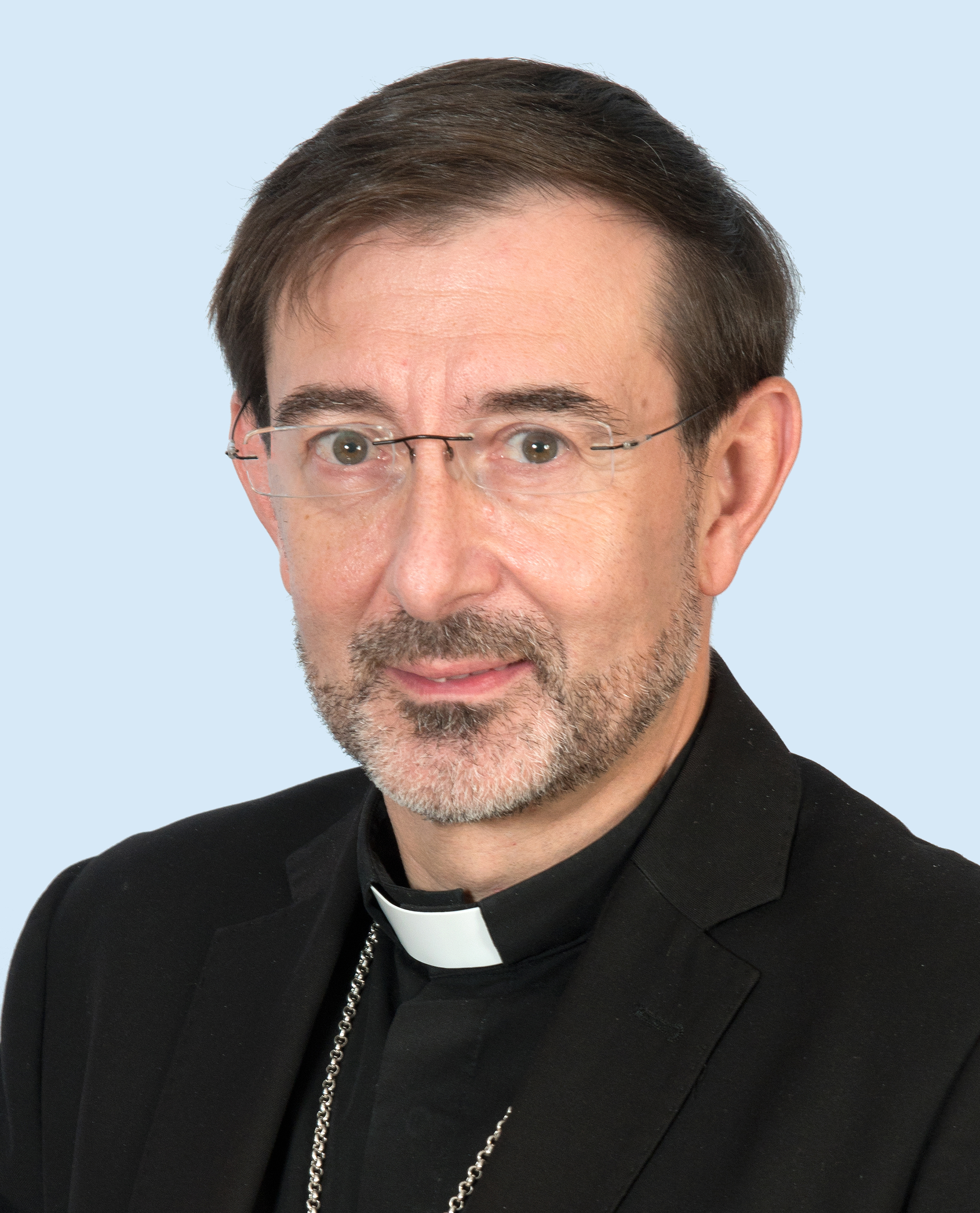
José Cobo, actual arzobispo de Madrid

La sede episcopal de Madrid ha estado gobernada por los siguientes prelados:
| Título           | Nombre                                | Período                                          | Destino                          |  | Título    | Nombre                       | Período                                     | Destino  |
| Obispo           | Narciso Martínez Izquierdo †          | 27 de marzo de 1884- 19 de abril de 1886         | Falleció                         |  | Arzobispo | Casimiro Morcillo González † | 27 de marzo de 1964- 30 de mayo de 1971     | Falleció |
| Obispo           | Beato Ciriaco María Sancha y Hervás † | 10 de junio de 1886- 6 de octubre de 1892        | Nombrado arzobispo de Valencia   |  | Arzobispo | Vicente Enrique y Tarancón † | 3 de diciembre de 1971- 12 de abril de 1983 | Retirado |
| Obispo           | José María Justo Cos y Macho †        | 11 de junio de 1892- 18 de abril de 1901         | Nombrado arzobispo de Valladolid |  | Arzobispo | Ángel Suquía Goicoechea †    | 12 de abril de 1983- 28 de julio de 1994    | Retirado |
| Obispo           | Victoriano Guisasola y Menéndez †     | 16 de diciembre de 1901- 14 de diciembre de 1905 | Nombrado arzobispo de Valencia   |  | Arzobispo | Antonio María Rouco Varela   | 28 de julio de 1994- 28 de agosto de 2014   | Retirado |
| Obispo           | José María Salvador y Barrera †       | 14 de diciembre de 1905- 14 de diciembre de 1916 | Nombrado arzobispo de Valencia   |  | Arzobispo | Carlos Osoro Sierra          | 28 de agosto de 2014- 12 de junio de 2023   | Retirado |
| Obispo           | Prudencio Melo y Alcalde †            | 4 de diciembre de 1916- 14 de diciembre de 1922  | Nombrado arzobispo de Valencia   |  | Arzobispo | José Cobo Cano               | Desde el 12 de junio de 2023                |          |
| Obispo-patriarca | Leopoldo Eijo y Garay †               | 14 de diciembre de 1922- 31 de julio de 1963     | Falleció                         |  |           |                              |                                             |          |

Leopoldo Eijo y Garay fue el prelado que por más tiempo gobernó la sede episcopal de Madrid, durante 40 años. En cambio, Narciso Martínez Izquierdo fue quien menos tiempo estuvo al frente del episcopado, pues duró desde su posesión hasta su fallecimiento estuvo menos de un año.